# Konstanty Jeleński
Konstanty Aleksander Jeleński, inaczej Kot Jeleński (ur. 2 stycznia 1922 w Warszawie, zm. 4 maja 1987 w Paryżu) – polski intelektualista, eseista, krytyk i publicysta związany z paryską „Kulturą”, żołnierz Polskich Sił Zbrojnych, uczestnik Kongresu Wolności Kultury.

## Życiorys

### Młodość
Jego ojciec Konstanty był dyplomatą, wiele podróżował z synem podczas jego dzieciństwa. Biologicznym ojcem był natomiast włoski dyplomata – hrabia Carlo Sforza. Matka – Teresa (Rena) z d. Skarżyńska, była tłumaczką literatury francuskiej i włoskiej. Konstanty Aleksander Jeleński był uczniem I Państwowego Gimnazjum i Liceum im. Stefana Batorego w Warszawie, jego kolegą z klasy był Krzysztof Kamil Baczyński. W czasie nauki w gimnazjum należał do 23 Warszawskiej Drużyny Harcerzy „Pomarańczarnia”, jego kolegą z zastępu był m.in. Tadeusz Zawadzki „Zośka”.  Był uczniem elitarnego liceum z internatem im. Sułkowskich w Rydzynie, w którym to, jeszcze przed wybuchem wojny, w 1939 roku zdał maturę. W 1939 wyjechał z Polski i udał się do Francji, aby zaciągnąć się do armii polskiej. Tam walczył w 1940 roku w obronie Francji, lecz z powodu klęski wyemigrował do Wielkiej Brytanii, gdzie przy okazji studiował na uniwersytetach w St Andrews i w Oksfordzie. Służył w 1 Dywizji Pancernej, w stopniu kaprala podchorążego. Uczestniczył w walkach dywizji w latach 1944-1945. Został odznaczony Krzyżem Walecznych. 

### Okres emigracyjny
Po wojnie nie chciał wracać do komunistycznej Polski i rozpoczął życie emigracyjne, mieszkając w wielu miastach Europy. W 1947 roku Jerzy Giedroyc, Zofia Hertz i Józef Czapski przenieśli powstałe we Włoszech pismo Kultura do Francji i ostatecznie osiedli w Maisons-Laffitte, gdzie częstym gościem od 1950 do końca życia bywał Jeleński. Momentem rozpoczęcia tej stałej współpracy był zwołany w Berlinie w czerwcu tego roku Kongres Wolności Kultury, na którym obok Jeleńskiego znaleźli się też zaproszeni Józef Czapski i Jerzy Giedroyc. W tym samym czasie prowadził intensywne kontakty i aktywność intelektualną w europejskim, a zwłaszcza francuskim, życiu literackim. W Paryżu zamieszkał na stałe od 1952. Pomogła mu w tym doskonała znajomość języka francuskiego, który poznał w domu rodzinnym.
Mieszkając w Paryżu, zajął się prowadzeniem miesięcznika Preuves oraz pełnił funkcję kierownika sekcji wschodnioeuropejskiej w sekretariacie generalnym Kongresu Wolności Kultury. Prowadził ożywioną korespondencje z Witoldem Gombrowiczem i postawił sobie za cel rozpropagowanie jego dzieła w centrum kultury europejskiej – Paryżu. Zgodnie z korespondencją między Gombrowiczem a Jeleńskim (publikowana po raz pierwszy w „Zeszytach Literackich”, nr 21) Konstanty zainteresował powieścią „Ferdydurke” wydawnictwo Julliard. Po ustaleniu ostatecznej wersji wydania francuskiego namówiono go, by napisał wstęp pod warunkiem Jeleńskiego, że Gombrowicz wyda ostateczną decyzję o jego publikacji w książce. Gombrowicz się nie zgodził, ale redakcja zamknęła w tym czasie wydanie i rozpoczęła jego edycję. Konstanty przepraszał Gombrowicza, jednak przedmowa okazała się tak przekonująca, że zainteresowała pisma i wydawnictwa niemieckie książką. Między wieloma gratulacjami Czesław Miłosz nazwał przedmowę genialną. Wydanie „Ferdydurke” okazało się triumfem dzięki sprawnemu rozpropagowaniu książki przy udziale Jeleńskiego w „Les Nouvelles Lettres” i „Le Monde”. Po udanej przedmowie organizował wydanie „Ferdydurke” we Włoszech i Niemczech. Cały czas starał się rozpropagować twórczość Gombrowicza w Polsce na przykład oddziałując na decyzję o prapremierze „Iwony, Księżniczki Burgunda” w Polsce. Sztuką zainteresował się później Ingmar Bergman. Na temat Gombrowicza Jeleński napisał jeszcze wiele tekstów po polsku i po francusku propagując jego dzieło z fascynacją.
Kot Jeleński znany był jako eseista i publicysta nazywany w tym aspekcie genialnym i najlepszym w emigracji według Giedroycia. Propagował nie tylko twórczość Gombrowicza (wraz z zafascynowanym Gombrowiczem François Bondym), zajmował się też popularyzacją i opisem twórczości Czesława Miłosza, Aleksandra Wata, Józefa Michałowskiego. W esejach opisywał nie tylko sprawy czysto literackie. Tematem jego piśmiennictwa były też inne zagadnienia kultury: malarstwo (fascynacje malarstwem Józefa Czapskiego i Jana Lebensteina), filozofii. Zapisem jego przyjaźni z Józefem Czapskim były wydane w 2003 „Listy z Korsyki do Józefa Czapskiego”. Jako tłumacz potrafił bawić się poetyką kontekstów zniekształcanych przy tłumaczeniu – na przykład przeprowadził „makaroniczny eksperyment” z wierszem Miłosza „Dziecię Europy”, kompilując wiele tłumaczeń tego wiersza w jeden kontekstowo i gramatycznie powiązany tekst wielojęzyczny. Opisywał też proces tłumaczenia – jego własne tłumaczenia np. Miłosza i podobne badania dawały Jeleńskiemu świeże podejście do tłumaczeń literatury polskiej. Przyjaźnił się z Elsą Morante, przetłumaczył na polski jej wiersz „Alibi”.
Witold Gombrowicz, który mu bardzo wiele zawdzięczał, tak o nim napisał: „Wszystkie wydania moich dzieł w obcych językach powinny być opatrzone pieczątką 'dzięki Jeleńskiemu'”. Wojciech Karpiński, pisarz i krytyk, określił Jeleńskiego jako „działające alter ego” Gombrowicza.
Jeleński znany jako menedżer literatury polskiej na Zachodzie, prowadził bogatą korespondencję z licznymi twórcami kultury europejskiej, m.in. z: Michelem Foucaultem, Hannah Arendt, Eugène'em Ionesco, Rolandem Barthes'em.

### Życie prywatne

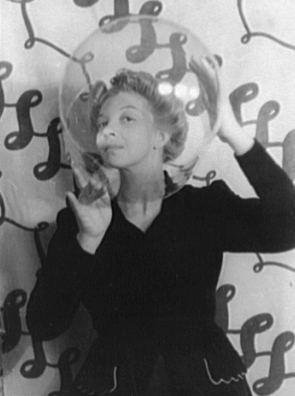
Leonor Fini, partnerka Jeleńskiego

W 1951 roku w Rzymie poznał Leonor Fini, starszą od siebie włoską malarkę urodzoną w Argentynie. Była ona wtedy związana ze Stanislao Leprim, włoskim malarzem. Spotkanie doprowadziło do obopólnej fascynacji i w związku z Fini Jeleński pozostał do końca swego życia, mieszkając razem z Fini i Leprim od 1952 roku w Paryżu. Głośne były wówczas pogłoski o charakterze związku całej trójki, zwłaszcza, że cała trójka była biseksualna i prowadzili dość swobodne życie, angażując się także w zewnętrzne przelotne związki. Fini była jednak prawdopodobnie jedyną kobietą, z którą Jeleński był związany. Informacjom o biseksualizmie Konstantego sam nigdy nie zaprzeczył ani tego nie potwierdził. Jego matka Teresa (zm. w 1969 r.) i Leonor były dwiema najważniejszymi kobietami w życiu Kota Jeleńskiego i znane były ich animozje wobec siebie. Wobec obu jednak udało mu się zachować daleko posuniętą opiekuńczość i lojalność. Innym niezaprzeczonym ani niepotwierdzonym 'sekretem' Jeleńskiego miało być jego pochodzenie.
Zmarł po ciężkiej chorobie (chorował na AIDS). Pochowano go nad Loarą, w małej posiadłości, którą zakupił wespół z Leonor Fini. W tym samym grobie spoczywają Leonor i ich przyjaciel, Stanislao Lepri.